# دلوار
مدينة دلوار هي مدينة إيرانية وهي مركز بلدة دلوار التابع لمقاطعة تنغستان من محافظة بوشهر في جنوب إيران، كان عدد سكانها سنة 2004 حوالي 3256 نسمة.